# International Tennis Federation
International Tennis Federation (ITF) er det ledende organ inden for tennis verden over og har 205 nationale tennisforbund som medlemmer, heriblandt Dansk Tennis Forbund.
ITF blev dannet under navnet International Lawn Tennis Federation (ILTF) af 12 nationale tennisforbund i 1913 og blev fra 1924 officielt anerkendt som den organisation, der kontrollerede tennis verden rundt, bl.a. med ILFT Rules of Tennis (de internationale regler for tennis). Ordet lawn blev slettet fra organisationens navn i 1977 i forbindelse med, at tennis sjældent blev spillet på græs længere. 
ITF organiserer tre større landsholdsturneringer – Davis Cup for mænd, Federation Cup for kvinder og Hopman Cup for mixhold. ITF organiserer ligeledes de fire Grand Slam-turnering: Australian Open, French Open, Wimbledon og US Open. Det er derimod ATP og WTA, der arrangerer de fleste andre turneringer på højt internationalt niveau, men ITF arrangerer dog turneringer for niveauet derunder – fx ITF World Tennis Tour, ITF Men's Curcuit og ITF Women's Circuit. Derudover arrangerer ITF også turneringer på spillere under 18 år på ITF World Tennis Tour Juniors.